# Rezerwat przyrody Kamieniec
Rezerwat przyrody „Kamieniec” – florystyczny rezerwat przyrody znajduje się na terenie powiatu kluczborskiego, w gminie Lasowice Wielkie, na terenie Obszaru Chronionego Krajobrazu „Lasy Stobrawsko-Turawskie”.
Rezerwat przyrody „Kamieniec” został utworzony Rozporządzeniem Wojewody Opolskiego nr P/8/2001 z dnia 19 lipca 2001 r. w celu ochrony dobrze wykształconych zbiorowisk leśnych, torfowiskowych i wodnych. Początkowo zajmował powierzchnię 41,31 ha. Aktualizacja tego rozporządzenia miała miejsce w dniu 31 grudnia 2009 r. (Zarządzenie nr 59/09 Regionalnego Dyrektora Ochrony Środowiska w Opolu), jako rezerwat typu florystycznego, zmieniono też powierzchnię do 40,92 ha. Zarządzenie Regionalnego Dyrektora Ochrony Środowiska w Opolu z dnia 25 kwietnia 2016 r. powiększyło rezerwat do obecnych 44,21 ha.
Rezerwat położony jest na gruntach wsi Szumirad w pobliżu opuszczonej osady leśnej Kamieniec, od której nazwy utworzono nazwę rezerwatu. Obejmuje obszar leśny z torfowiskiem przejściowym i trzęsawiskiem, torfowisko wysokie, bór bagienny, naturalne eutroficzne zbiorniki wodne, rzekę ze zbiorowiskami włosieniczników (rzeka Dobra, będąca dopływem rzeki Budkowiczanka), bór świeży i ols.
Obszar rezerwatu podlega ochronie czynnej.
Rezerwat jest typu florystycznego. Na obszarze rezerwatu występują 172 gatunki roślin naczyniowych, w tym 23 gatunki podlegające prawnej ochronie lub zagrożonych. Wśród gatunków chronionych są m.in. wełnianeczka alpejska (Trichophorum alpinum), widlicz Zeillera (Diphasiastrum zeilleri), rosiczka okrągłolistna (Drosera rotundifolia), turzyca bagienna (Carex limosa). Natomiast spośród gatunków zagrożonych na terenie rezerwatu występują m.in. rdestnica alpejska (Potamogeton alpinus), modrzewnica zwyczajna (Andromeda polifolia), rzęśl wielkoowockowa (Callitriche stagnalis), nerecznica grzebieniasta (Dryopteris cristata), widłak jałowcowaty (Lycopodium annotinum), tojeść bukietowa (Lysimachia thyrsiflora), żurawina błotna (Oxycoccus palustris), przygiełka biała (Rhynchospora alba), zachylnik błotny (Thelypteris palustris). 
Na terenie rezerwatu występują także chronione gatunki zwierząt w tym m.in. perkozek zwyczajny (Tachybaptus ruficollis), bocian czarny (Ciconia nigra), wodnik zwyczajny (Rallus aquaticus), turkawka zwyczajna (Streptopelia turtur), dzięcioł czarny (Dryocopus martius) oraz bóbr europejski (Castor fiber).